# Convento de San Francisco del Berrocal

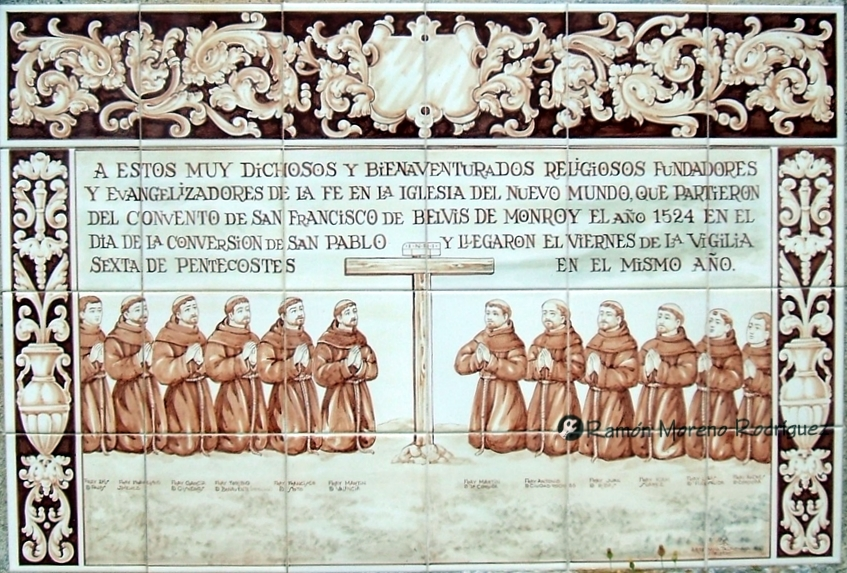
Kacheln mit den Zwölf Aposteln Mexikos vor dem Franziskanerkloster von Belvís de Monroy

Das Kloster San Francisco del Berrocal ist ein historisches Gebäude aus dem 16. Jahrhundert in der spanischen Gemeinde Belvís de Monroy in der Provinz Cáceres. 

## Geschichte
Es wurde 1505 als Kloster der Franciscanos descalzos (Barfüßer-Franziskaner) gegründet, die es bis zur ersten Hälfte des 19. Jahrhunderts bewohnten. Es war der Ort, von dem aus 1523 die Expedition der Doce apóstoles de México (Zwölf Apostel Mexikos) aufbrach, die ersten Missionare, die das spätere Vizekönigreich Neuspanien evangelisierten. In neuerer Zeit wurde es von der Junta de Extremadura erworben, die die Restaurierung eines Teils des Gebäudes für kulturelle Zwecke förderte.